# Sabinianus (Papst)
Sabinianus (* in Blera; † 22. Februar 606, begraben in St. Peter, Rom) war Papst von 604 bis 606.

## Leben

### Herkunft
Sabinianus stammt aus Blera (Bieda) nahe Viterbo. Er war der Sohn eines gewissen Bonus, jedoch ist sein Geburtsjahr unbekannt.

### Kirchliche Laufbahn
593 wurde er von Gregor I. als Apokrisiar (Apostolischer Nuntius) nach Konstantinopel gesandt, 595 jedoch wieder zurückberufen, da er den römischen Standpunkt zu wenig entschieden verfolgt und die Titelannahme eines „Ökumenischen Patriarchen“ durch den dortigen Patriarchen nicht verhindert habe.

### Pontifikat
Nach einer Mission in Gallien und nachdem er alle Ämter der Hierarchie durchlaufen hatte, wurde er nach dem Tod Gregors I. vermutlich im März 604 zum Papst ernannt, musste jedoch auf die Zustimmung von Kaiser Phokas warten, sodass er erst am 13. September 604 offiziell zum Papst erklärt werden konnte. Es wurde damals kritisiert, dass er seinen unchristlichen Namen als Papst behielt.
Seiner Vermittlungstätigkeit ist womöglich der Friedensschluss zwischen Smaragdus, dem Exarchen von Ravenna, und dem Langobardenkönig Agilulf zu verdanken. Von der mönchsfreundlichen Politik seines Vorgängers rückte er wieder ab.
Als eine Hungersnot ausbrach, verkaufte er das Getreide aus den päpstlichen Kornspeichern, während seine Vorgänger dieses kostenlos verteilt hatten, was ihn unter der Bevölkerung verhasst machte. Die näheren Umstände seines Todes am 22. Februar 606 sind unbekannt. Auf alle Fälle musste sein Leichnam vom Lateran in die Kirche St. Peter gebracht werden, um ihn vor dem Wüten des Volkes zu schützen.

## Nachwirkung
Sabinianus wird auch die Einführung des Läutens der Kirchenglocken zum Stundengebet und zur Eucharistiefeier zugeschrieben.